# دلفین صاف
دلفین‌های صاف گونه‌هایی از دلفین هستند که عضو سرده صاف‌دلفین‌ها از خانواده دلفین‌های اقیانوسی‌اند. این سرده دو گونه زیر را در بر می‌گیرد:
- دلفین صاف شمالی
- دلفین صاف جنوبی

بیشتر سطح بدن این دلفین‌ها به رنگ سیاه است با شکمی به رنگ سفید و از جمله معدود آب‌بازسانانی به شمار می‌روند که باله پشتی ندارند.
دلفین صاف شمالی در گستره‌ای وسیع از آب‌های معتدل شمال اقیانوس اطلس که از سوی غرب از شبه‌جزیره کامچاتکا و ژاپن آغاز می‌شود و در شرق به بریتیش کلمبیا تا شبه‌جزیره باخا کالیفرنیا می‌رسد، یافت می‌شود. با قطعیت مشخص نیست که آیا آن‌ها الگوی مهاجرتی دارند یا نه. گستره دلفین صاف جنوبی میان عرض‌های جغرافیایی °۴۰ تا °۵۵ جنوبی است. این گونه به ویژه در دریای تاسمان دیده می‌شود.